# Медаль «1812 года»
Медаль «1812 года» — медаль Российской империи, которой был награждён один человек.

## Основные сведения
Медаль «1812 года» была учреждена Александром I 2 (14) февраля 1812 года, одновременно с медалью «За полезное 1812 года». Указ об учреждении был объявлен министру финансов Д. А. Гурьеву министром иностранных дел Н. П. Румянцевым. Есть сведения только об одном награждении.
Д. И. Петерс оценивает эту медаль, а также медаль «За полезное 1812 года», как своеобразный памятник взаимоотношений первой четверти XIX века между Российской империей и Кокандским ханством.

## Награждение
С начала XIX века Российская империя стремилась наладить торговые отношения с Кокандским ханством. Одна из успешных попыток отправить торговую миссию была организована генералом Г. И. Глазенапом, командующим войсками сибирской линии. 15 ноября 1810 года из Петропавловской крепости был отправлен караван, принадлежавший нескольким купцам, в том числе калужскому купцу 1-й гильдии Ивану Свешникову, самому богатому купцу из числа торговавших в Петропавловске. Общая стоимость товаров составляла 64 469 рублей. Это событие было настолько важным, что в январе 1811 года министр внутренних дел О. П. Козодавлев сообщал Н. П. Румянцеву о том, что информацию об отправке каравана необходимо опубликовать. В результате 4 февраля 1811 года в Московских ведомостях по рапортам Г. И. Глазенапа было напечатано сообщение о караване.
Караван Свешникова успешно прибыл в Коканд, проделав путь около двух тысяч вёрст, совершил торговые сделки и вернулся обратно в Петропавловскую крепость 16 марта 1812 года. Из Коканда также были привезены товары. Об успехе торгового мероприятия быстро стало известно. По представлению министра иностранных дел Н. П. Румянцева Иван Свешников был награждён «за открытие с Кокандом торговли» медалью с надписью «1812 года». Заказ на чеканку медали поступил на Санкт-Петербургский монетный двор в начале февраля 1812 года, и в середине февраля медаль была изготовлена. 24 февраля медаль поступила в Императорский кабинет и была выслана для вручения. Таким образом, известно об одном награждении.
О Иване Свешникове известно, что он вместе с братом Акимом Свешниковым продолжал торговать в Петропавловске, имел торговлю с Китаем и казахами. Согласно калужским архивным источникам, братья в 1819—1822 годах они относились к 1-й купеческой гильдии, в 1823 — к 3-й гильдии, в 1824 — ко 2-й гильдии. Иван Свешников был женат, имел двух детей и умер в начале 1845 году, не оставив после себя большого наследства.

## Описание медали
Медаль была сделана из золота. Диаметр 38 мм. На лицевой стороне медали изображён портрет Александра I, обращённый вправо. Вдоль края медали по окружности надпись: «АЛЕКСАНДРЪ ПЕРВОЙ Б.М.ИМПЕРАТОРЪ ВСЕРОСС.» На оборотной стороне медали горизонтальная надпись в одну строку: «1812 ГОДА.» и черта под надписью.
В доступных источниках нет сведений о сохранившихся оттисках медали, а также нет сведений об изображениях медали, сделанных современниками.

## Порядок ношения
Медаль имела ушко для крепления к ленте. Носить медаль следовало на шее. Лента медали — Аннинская.